# Mnogoetazjka
Mnogoetazjka (russisk: Многоэтажка) er en russisk spillefilm fra 2022 af Anton Maslov.

## Medvirkende
- Darja Sjjerbakova som Kira Kalasjnikova
- Denis Nikiforov som Anton Kalasjnikov
- Natalja Sjvets som Viktorija "Vika" Kalasjnikova
- Jevgenij Antropov som Vanja
- Natalja Zemtsova som Masja
- Tatjana Dogileva som Tamara
- Marija Karpova som Olja Petrova